# Kötschach-Mauthen
Kötschach-Mauthen é um município da Áustria localizado no distrito de Hermagor, no estado de Caríntia.